# Brésil de Carnaval
 (novembre 2024).
Bresil de Carnaval Santa Rosa est un cheval hongre de robe alezane, issu du stud-book Selle français, concourant en saut d'obstacles. Ce fils de Mylord Carthago et Princesse de Carnaval est né le 15 avril 2011 en Anjou.
Notamment monté par Olivier Perreau et Juan Ramos.

## Performances

### Palmarès
Avec Edouard Chauvet
- 2018 : International Jumping, Royan[4]
- 2018 : Boulerie Jump, Le Mans[5]
- 2019 : Grand Prix Villeneuve-Loubet[6]

Avec Juan Ramos
- 2019 : Mediterranean Equestrian Tour, Oliva[7]
- 2021 : Italian CSI, Montefalco[8]
- 2021 : Italian CSI, San Giovanni in Marignano[8]

Avec Francisco Leonforte
- 2023 : Brussels Stephex Masters, Bruxelles[9]

Avec Olivier Perreau
- 2021 : LONGINES EEF Nations Cup, Oslo[10]
- 2022 : Hubside Jumping Grimaud, Saint-Tropez[11]
- 2022 : LONGINES EEF Nations Cup, Lisbon[10]
- 2022 : LONGINES EEF Series, Madrid[10]
- 2022 : Las Mestas International Horse Shows, Gijón[12]
- 2022 : Marocco Royal Tour, Rabat[10]
- 2024 : Mediterranean Equestrian Tour, Oliva[13]
- 2024 : UAE Equestrian Federation Speed Stakes, Abu Dhabi[14]

- 2024 : LONGINES Global Champions Tour, Doha[15]
- 2024 : Saut Hermès, Paris[16]
- 2024 : World Sport Timing, Fontainebleau[17]

Avec Savannah Jenkins
- 2024 : WEC Summer Series, Oscala[18]